# Viquipèdia en georgià
La Viquipèdia en georgià (georgià: ქართული ვიკიპედია) és l'edició en georgià de l'enciclopèdia en línia gratuïta Viquipèdia. Va ser fundada el novembre de 2003 i actualment compta amb un total de 174.162 articles.
Actualment compta amb 6 administradors i més de 150.000 usuaris registrats.

## Història
| Nombre d'articles | Data |
| ----------------- | ---- |
| 10.000            | 2006 |
| 50.000            | 2011 |
| 100.000           | 2015 |

El 2014 la Viquipèdia georgiana va canviar el seu logotip per reflectir el color blau i daurat de la bandera d'Ucraïna en senyal de protesta contra l'annexió russa de Crimea. A principis del 2022, es va tornar a canviar el logotip de nou en senyal de protesta contra la invasió russa d'Ucraïna de 2022.
Els seus lectors, el 2023, van mostrar un gran interès pel seu passat reial, especialment de l’època medieval i anterior. Les pàgines més visitades a la Viquipèdia en georgià van incloure figures com el rei David IV, la reina Tamara i Irakli II. També van ser populars els poetes i escriptors, com Ilia Txavtxavadze i Xota Rustaveli. En comparació a edicions de països veïns al Caucas sud, a l'armènia se centraven més en la cultura, amb moltes visites a pàgines de poetes i artistes, i a l'azerbaidjanesa, per la seva banda, es concentraven en narratives nacionalistes i traumes històrics recents.
El 2018 es va afegir per primer cop a la iniciativa #Wikigap, coincidint amb el Dia Internacional de les Dones. Aquest esdeveniment va ser organitzat per ONU Dones i l’Ambaixada de Suècia amb l’objectiu de reduir la bretxa de gènere a la Viquipèdia. Durant l’esdeveniment, es van reunir voluntaris per crear i millorar articles sobre dones georgianes destacades en diversos camps, com la ciència, la cultura i la política. L’objectiu era augmentar la visibilitat i el reconeixement de les contribucions de les dones a la societat georgiana.
A la Setmana de la moda de París de 2019, l'aplicació mòbil de la col·lecció inspirada en Geòrgia del dissenyador Demna Gvasalia, director creatiu de Balenciaga, mostrava un codi QR per convidar a qui la utilitzava a visitar l'article de la Viquipèdia en georgià sobre el genocidi georgià de 1992.